# Гостихино
Гостихино — деревня в Борском сельском поселении Бокситогорского района Ленинградской области.

## История
По данным 1966 года деревня Гостихино входила в состав Большегорского сельсовета.
По данным 1973 и 1990 годов деревня Гостихино входила в состав Борского сельсовета.
В 1997 году в деревне Гостихино Борской волости проживали 3 человека, в 2002 году — также 3 человека (русские — 2 чел.; белорусы — 1 чел.). 
В 2007 году в деревне Гостихино Борского СП проживал 1 человек, в 2010 году постоянного населения не было.

## География
Деревня расположена в западной части района на автодороге 41К-031 (Дыми — Бочево).
Расстояние до административного центра поселения — 23 км.
Расстояние до районного центра — 24 км. 
Деревня находится на левом берегу реки Теребежка.

## Демография
| 1997 | 2002 | 2007 | 2010 | 2013 | 2014 | 2017 |
| ---- | ---- | ---- | ---- | ---- | ---- | ---- |
| 3    | →3   | ↘1   | ↘0   | →0   | →0   | →0   |